# خاویر یوبرو
خاویر یوبرو (انگلیسی: Javier Yubero; ۲۱ ژانویهٔ ۱۹۷۲ – ۲۲ سپتامبر ۲۰۰۵) بازیکن فوتبال اهل اسپانیا بود.
از باشگاه‌هایی که در آن بازی کرده‌است می‌توان به باشگاه فوتبال رایو وایکانو، باشگاه فوتبال زامورا، باشگاه فوتبال رئال سوسیداد، باشگاه فوتبال رئال بتیس، و باشگاه فوتبال ایبار اشاره کرد.